# سن-پیر-دو-لیل-دورلئان، کبک
سن-پیر-دو-لیل-دورلئان (به فرانسوی: Saint-Pierre-de-l'Île-d'Orléans) شهری در منطقه شهری لیل-دورلئان ناحیه کاپیتل-ناسیونال در استان کبک کانادا است. در سرشماری سال ۲۰۱۱ این شهر ۱٬۸۷۷ نفر جمعیت داشته‌است و مساحت آن ۳۱٫۱۳ کیلومتر مربع است.